# Endasys chrysoleptus
Endasys chrysoleptus är en stekelart som beskrevs av Luhman 1990. Endasys chrysoleptus ingår i släktet Endasys och familjen brokparasitsteklar. Inga underarter finns listade i Catalogue of Life.